# Quatuor Carmina
Le Quatuor Carmina est un quatuor à cordes suisse fondé en 1984. Ses membres en sont Matthias Enderle et Susanne Frank (violon), Wendy Champney (alto) et Stephan Goerner (violoncelle). Ils travaillent avec des maîtres prestigieux tels Sándor Végh, les membres des Quatuors Amadeus et LaSalle mais également avec Nikolaus Harnoncourt.
Les tournées de concert ont emmené les musiciens dans le monde entier : Stuttgart, Wurtzbourg, Berlin, Vienne, Londres, Paris, Rome, Séville, Budapest, New York, Buenos Aires, Tel Aviv, Hong Kong, Tokyo etc.
En tant que « quatuor en résidence » à la Haute école d'art de Zurich, le Quatuor Carmina transmet son expérience à la nouvelle génération.

## Instruments[1]
- Matthias Enderle joue sur un violon de Giulio Degani (Venise, 1912)
- Susanne Franck joue sur un violon d'Alexander d'Espine (Taurini, 1830)
- Wendy Champney joue sur un alto de Walls (Tampa, 1969)
- Stephan Goerner joue sur un violoncelle de Tecchler (Rome, 1711)

## Répertoire
Le répertoire du Quatuor Carmina comprend les quatuors à cordes et différentes pièces des compositeurs de l'école viennoise jusqu'aux modernes : Joseph Haydn, Wolfgang Amadeus Mozart, Ludwig van Beethoven, Franz Schubert, Juan Crisóstomo de Arriaga, Felix Mendelssohn, Robert Schumann, Bedřich Smetana, Johannes Brahms, Piotr Ilitch Tchaïkovski, Antonín Dvořák, Claude Debussy, Ottorino Respighi, Karol Szymanowski, Alban Berg, Othmar Schoeck, Dmitri Chostakovitch, Peter Mieg, Rolf Urs Ringger, Paul Giger, Alfred Zimmerlin, Daniel Schnyder, Charles Uzor, etc.

## Distinctions
Les enregistrements CD ont été couronnés de prestigieuses récompenses : Gramophone Award, Diapason d'or, « Choc » de Classica, Prix de la critique allemande du disque (de), Grammy Awards.